# Flytbar disk
En flytbar disk er en disk som uden brug af værktøj fysisk kan flyttes fra en computer til en anden. Kan læses fra og skrives til et vilkårligt antal gange.
Eksempler er zip-drev, LS-drev og jaz-drev (typisk med en kapacitet på 100 til 2000 MB).
I nyere tid (2008) bruges betegnelsen oftest om en ekstern harddisk på 250 – 1000 GB med eller uden separat strømforsyning, der tilsluttes computerens USB-stik.
Eksempel på brug: Den første situation, skiftende arbejdssteder, betyder at medarbejderen skal kunne udføre sit sædvanlige arbejde fra forskellige arbejdssteder i den samme organisation. Det kræver f.eks at alle data, som hører til personen eller arbejdsopgaverne, er lagret på et centralt sted, eller på en flytbar disk, som medbringes fra det ene sted til det andet. [Zebranet]